# Parc Natural de Poblet
El Paratge natural de Poblet és un espai natural de protecció especial, al vessant nord de les muntanyes de Prades i correspon a la capçalera del riu Francolí, a la Conca de Barberà. Ha estat declarat paratge natural d'interès nacional (PNIN) per la Generalitat de Catalunya l'any 1984 amb la finalitat de conservar i defensar el medi, preservar el paisatge i restaurar el patrimoni del marc natural que envolta el monestir de Santa Maria de Poblet. L'any 1998, es declararen per Decret les Reserves Naturals Parcials del barranc de la Trinitat i del barranc del Tillar. Ambdues es gestionen conjuntament des del PNIN de Poblet. La superfície protegida s'emmarca a la comarca de la Conca de Barberà, concretament dins els termes municipals de Vimbodí i Poblet i l’Espluga de Francolí.
Aquest espai ofereix moltes possibilitats de fer excursions i caminades o simplement de passejar fruint del paisatge i gaudint d'un centenar de fonts naturals, moltes d'aigua ferruginosa. Un tram del sender GR 175 passà per aquest espai natural. És un dels espais naturals més ben conservats de les comarques tarragonines i on es localitza l'única comunitat de roure reboll (Quercus pyrenaica) de Catalunya.
Al PNIN de Poblet es distingeixen clarament dos grans tipus de relleu: al sector del vessant nord de les muntanyes de Prades, el relleu és marcadament muntanyós (serralada Prelitoral), mentre que la part més septentrional del PNIN es caracteritza per un conjunt de terres més planeres al voltant de la vall del riu Sec (depressió Central catalana). L'altitud del Paratge Natural oscil·la entre els 400 m de les parts més baixes fins als 1.201 m del Tossal de la Baltasana a l'extrem sud-oest de l'espai protegit, cim que representa el punt més elevat de les muntanyes de Prades. El president actual és Lluc Torcal i Sirera, prior de Monestir de Poblet.

## Geografia
El clima és típicament mediterrani, però amb matisos. Presenta una tendència a la continentalitat i també els efectes lògics de l'altitud. L'orientació general del paratge vers el nord influeix en el seu clima, apareixent com una gran obaga.
La gran riquesa de minerals i roques dins el paratge natural, amb predomini de tres substrats prou diferenciats, pissarres, gres quarsífer, sulfurs i conglomerats, foren objecte, en el passat, d'activitats extractives en galeries obertes que encara perduren.
El bosc de poblet està atapeït de gran nombre de fonts d'aigua que brollen per tot arreu. En el bosc de Poblet hi ha diferents construccions rellevants. Entre ells hi ha els pous de glaç que feien servir els monjos en l'època medieval, la casa forestal del Titllar, la casa forestal del Castellfollit, la casa forestal de la Pena i l'ermita de la Santíssima Trinitat.

## Flora i fauna
El bosc de Poblet és una important estació forestal protegida i conté una vegetació molt variada i frondosa: Alzinar muntanyenc i alzinar amb marfull; rouredes de roure de fulla petita, roure martinenc i roure reboll i també petites comunitats de pi rojalet, pinastre, pinassa i pi blanc. Destaca també el teix i el boix grèvol, que són espècies protegides. Té la reserva d'alzines més gran del país. A la Pena, prop de la casa i del mirador, hi ha el pou de glaç que proveïa de gel els monjos del monestir. El tossal de la Baltasana és el punt més alt de les muntanyes de Prades.
La fauna és la típica de les serres mediterrànies. Destaquen diversos invertebrats endèmics o mamífers com la musaranya menuda, la població de la qual està isolada de l'àrea de distribució de l'espècie. Abunda el porc senglar. Amb la fita de protegir les comunitats animals, el PNIN de Poblet va ser declarat refugi de fauna salvatge mitjançant l'Ordre MAH/386/2004, de 14 d'octubre.

## Àrees d'interès
Dins el Paratge Natural d'Interès Nacional (PNIN) de Poblet s'hi troba el nucli habitat de Les Masies, conegut per les seves aigües medicinals i pels balnearis que s'hi instal·laren. Aquest nucli, agregat al municipi de l'Espluga de Francolí, consta de diverses instal·lacions hoteleres i de serveis, entre elles l'Alberg de Joventut Jaume I, depenent de la Generalitat de Catalunya. L'església de Santa Maria i algun altre edifici particular completen, amb els anteriors establiments, un petit conjunt urbà harmoniós i plénament integrat en la natura. Una petita passejada des d'aquest nucli en direcció al Monestir permet accedir, a peu de carretera, a les fonts de l'Abat Siscar.
Altres edificacions d'interès en el territori del PNIN són les antigues granges que el Monestir tenia dins el terme de Vimbodí i Poblet. La Mitjana, a la vora de la carretera de Poblet a Prades, quin origen se situa al segle xii en el lloc d'una antiga vil·la rústica romana i on la tradició situa la primera residència dels monjos cistercencs durant l'edificació del Monestir. La granja de Castellfollit, situada a l'esquerra del torrent del mateix nom, va ser fundada també a la segona meitat del segle xii. El seu destí actual, substituïda per un nou edifici propietat del cenobi, és el de residència de descans de la comunitat. Aquesta robusta edificació té la companyia, a la part oposada de la vall, sobre una roca encimbellada, d'una torre de guaita del segle xi coneguda popularment com la Torre del Moro. Finalment, gairebé a 900 m d'altitud, al capçal del torrent de Sant Bernat conegut també com el barranc de La Pena, es troba sota el cingle la granja del mateix nom, documentada des de l'any 1201 i avui substituïda per un magnífic xalet forestal de principis del segle xx. En una cota un xic inferior, es troben les restes de l'antic pou de gel construït pel Monestir, utilitzat com a habitatge durant la reforestació de començament del segle passat.
Al barranc del Titllar s'hi troba la granja medieval del mateix nom, ocupant antigues instal·lacions agrícoles del monestir de Poblet. Completen aquest conjunt d'importants edificis les granges medievals de Riudabella i Milmanda, avui explotacions vitivinícoles privades i el xalet forestal de Castellfollit, construït durant la reforestació d'inicis del segle xx. Aquestes granges cistercenques eren unitats d'explotació agrària vinculades a Poblet, però amb una vida força independent. En cadascuna, hi treballava un grup de conversos dirigits per un granger que era qui donava comptes al cellerer o administrador general del Monestir. També cal destacar les restes d'antics usos del bosc que encara es deixen entreveure, com ara les carboneres, els senders, pous de gel, les pedreres i les mines.
Altres llocs d'interès són les fonts i les àrees de lleure ubicades dins l'espai natural: La Font de la Teula, la Roca de l'Abella, la Font Negra de Castellfollit, la Font del Deport, dels Boixets, etc. En aquests indrets es fa possible fruir pausadament del contacte amb la natura. Un conjunt de senders i de pistes forestals recorren les valls i les altures d'aquest Paratge Natural i configuren bells itineraris que permeten gaudir amb plenitud del Bosc de Poblet.

## Història
El Paratge Natural de Poblet deu el seu nom al monestir cistercenc que fou fundat el segle xii en uns terrenys donats per Ramon Berenguer IV als monjos de l'orde del Cister. L'indret on es bastí l'actual monestir era conegut com a hortus populeti (lloc d'horta envoltat de bosc d'àlbers, Populus alba) i d'aquí procedeix el nom de Poblet.Amb la fundació del monestir, els monjos van començar l'aprofitament racional del bosc i hi van construir diferents granges. El domini monàstic durà fins al 1835, any en què el Decret de supressió de monestirs, col·legis religiosos i convents va comportar que la comunitat dels monjos de Poblet abandonés el monestir i les seves propietats. A partir de llavors, en quedar fora de qualsevol control, el bosc de Poblet fou assolat per aprofitaments irracionals, portant-lo a una desforestació quasi total. Posteriorment, les Lleis desamortitzadores de Mendizábal i Madoz (1855) establiren que el bosc de Poblet passava a ser propietat de l'Estat i administrat per Hisenda, la qual va posar a la venda part del bosc a particulars. Sortosament, el bosc de Poblet s'inclogué en el Catàleg de forests d'utilitat pública (1862) exceptuades de la venda. Més endavant, amb la creació de les Divisions hidrologicoforestals (1901), començaren els treballs de partionament, restauració i conservació del bosc de Poblet. D'aquesta època daten les cases forestals de la Pena, Castellfollit i el Tillar.L'any 1984, es declarà Paratge Natural d'Interès Nacional una part de la vall del monestir de Poblet (Llei 22/1984, de 9 de novembre) i, per tant, el bosc de Poblet passà a tenir un règim de protecció especial i a ser gestionat per l'Administració autonòmica fins als nostres dies.

### Protecció
El Paratge de Poblet deu el seu nom al Monestir Cistercenc que fou fundat el segle xii en uns terrenys donats pel comte Ramon Berenguer IV als monjos de l'orde del Cister. L'indret on es bastí l'actual monestir era conegut com a hortur populeti (lloc d'horta envoltat de bosc d'àlbers) i d'aquí procedeix el nom de Poblet.
Amb la fundació del Monestir, els monjos van començar l'explotació dels productes del bosc com les pastures, la fusta, el carbó, la caça, etc., amb un aprofitament racional que durà molts segles, també van construir diferents granges dins del bosc. Aquestes granges eren unitats d'explotació agrària vinculades a Poblet.
El domini monàstic durà fins al 1.835, any en què el Decret de supressió de monestirs, col·legis religiosos i convents va comportar que la comunitat dels monjos de Poblet abandonés el Monestir i les seves propietats. A partir de llavors, en quedar fora de qualsevol control, el bosc de Poblet fou assolat per aprofitaments irracionals, portant-lo a una deforestació quasi total.
Posteriorment les lleis desamortitzadores de Mendizábal i Madoz (1.855) establiren que el bosc de Poblet passava a ser propietat de l'Estat i administrat per Hisenda, la qual va posar a la venda part del bosc a particulars. Sortosament, el bosc de Poblet s'inclogué en el Catàleg de Forests d'Utilitat Pública (1.862) exceptuades de la venda. Més endavant, amb la creació de les Divisiones Hidrológicoforestales (1.901), començaren els treballs de partionament, restauració i conservació del bosc de Poblet. D'aquesta època daten les cases forestals de la Pena, Castellfollit i el Tillar, la construcció de la xarxa de camins forestals, els diversos refugis de treballadors i l'establiment d'un sistema de guarderia i vigilancia.
Durant la guerra civil (1936-1939) el control disminueix i altre cop es produeixen abusos dels seus recursos. Acabat el conflicte, l'any 1946 la 1ª División Hidrologicoforestal elabora un projecte d'ordenació del "Monte Poblet" per un període de 15 anys.
L'any 1962 el bosc de Poblet fou traspassat a la Brigada del Patrimonio Forestal del Estado que era l'encarregada de gestionar totes les forest públiques que pertanyien a l'Estat i es reactiva altre cop l'activitat forestal. L'any 1971 es creà el Instituto Nacional para la Conservación de la Naturaleza (ICONA). D'aquest període destaquem els continuats treballs silvícoles per a la millora de l'arbrat del bosc, la construcció de la caseta de vigilància del Tossal de la Baltasana, les àrees de lleure de Castellfollit i la Font de la Teula, així com la constitució de la zona de caça controlada.
L'any 1980 les competències en matèria forestal estatals van ser transferides a la Generalitat de Catalunya, de manera que els projectes i actuacions d'ICONA al Bosc de Poblet van quedar suspesos.
L'any 1.984, es declara Paratge Natural d'Interès Nacional una part de la vall del Monestir de Poblet (Llei 22/1.984, de 9 de novembre) i, per tant, el bosc de Poblet passa a tenir un règim de protecció especial i és gestionat per l'administració autonòmica fins als nostres dies.

## Clima
El clima és el típicament mediterrani però amb matisos. Presenta una tendència a la continentalitat i també els efectes lògics per l'augment de l'altitud, que deriven vers un clima de muntanya mitjana. L'orientació general del Paratge vers el nord també influeix en el seu clima, apareixent com una gran obaga. La temperatura mitjana anual és de 13,2 °C i la precipitació mitjana anual se situa entre els 550 i els 600 mm.

## Geologia
La litologia del Paratge de Poblet està condicionada per la seva pertinença a la serralada Prelitoral, amb influència de la depressió central catalana. Ambdues unitats estan separades per la falla de Poblet de direcció aproximada nord-est i sud-oest. Aquest espai és constituït per un sòcol hercinià, format durant el paleozoic, a base de pissarres grises i negres, gresos quarsífers, horitzons de sulfurs i conglomerats. Aquest conjunt està travessat per importants intrusions de materials granítics i diorítics acompanyades d'aurèoles metamòrfiques de petites dimensions. Els materials triàsics se situen per damunt del sòcol en algunes zones del Paratge i formen part de l'anomenada cobertora alpina, d'edat mesozoica, que cobreix el sòcol hercinià de gran part de les muntanyes de Prades. Es tracta, a grans trets, de conglomerats i gresos vermells, dolomies massives, calcàries dolomítiques, argiles vermelles amb guix, dolomies estratificades i margues calcàries. La vall de Castellfollit està inclosa a l'inventari d'espais d'interès geològic de Catalunya (geozona 301) pel modelat sobre roques granítiques. El petit sector corresponent a la depressió Central catalana, situat a la part baixa del Paratge, al voltant del monestir de Poblet, és constituït en la seva pràctica totalitat per materials quaternaris corresponents a les terrasses del Francolí. Les activitats extractives a cel obert i en galeria varen ser força abundants en el passat al Paratge. De totes encara en queden empremtes. Els documents escrits més antics són del segle xi i fan referència als pobladors del Neolític, que explotaren zenc, argent, plom i coure. Des de llavors, i fins a la dècada dels vuitanta, es van anar duent a terme explotacions mineres de manera intermitent en diferents punts del Paratge. La morfologia càrstica dona lloc a la surgència de nombroses fonts dins el Paratge Natural, entre les quals cal destacar la font dels Boixets i la font del Deport.